# دیوار پینک فلوید (فیلم)
دیوار پینک فلوید (به انگلیسی: Pink Floyd The Wall) نام فیلمی است موزیکال که آلن پارکر، کارگردان انگلیسی، آن را بر اساس آلبوم سال ۱۹۷۹ پینک فلوید با عنوان دیوار و بر اساس فیلمنامه‌ای از راجر واترز، خواننده و نوازندهٔ گیتار بیس پینک فلوید، در سال ۱۹۸۲ کارگردانی کرده‌است.
فیلم سرشار از استعارات و تصاویر نمادین است، از دیالوگ به میزان خیلی کم در آن استفاده شده و سکانس‌های آن عمدتاً با موسیقی و ترانه‌های آلبوم دیوار پینک فلوید به پیش می‌رود. همچنین دقایقی از فیلم با نمایش انیمیشن‌هایی از جرالد اسکارف، تصویرگر و کاریکاتوریست موضوعات سیاسی، همچون رژهٔ چکش‌ها و محاکمهٔ پینک همراه است.

## خلاصه داستان
پینک (قهرمان داستان) خوانندهٔ راکی است که پدرش را در کودکی و در جنگ جهانی دوم از دست داده است. توجه شدید مادرش به او و دیدن پسران همسن و سالی که با پدرانشان این سو و آن سو می‌روند سبب شده تا او به کودکی تقریباً گوشه‌گیر بدل شود. در مدرسه به خاطر شعری که در سر کلاس سروده (و شعر ترانهٔ «پول» از آلبوم نیمهٔ تاریک ماه پینک فلوید است) توسط معلم و دیگر همشاگردی‌هایش مورد تمسخر و تحقیر قرار می‌گیرد و تنبیه می‌شود.

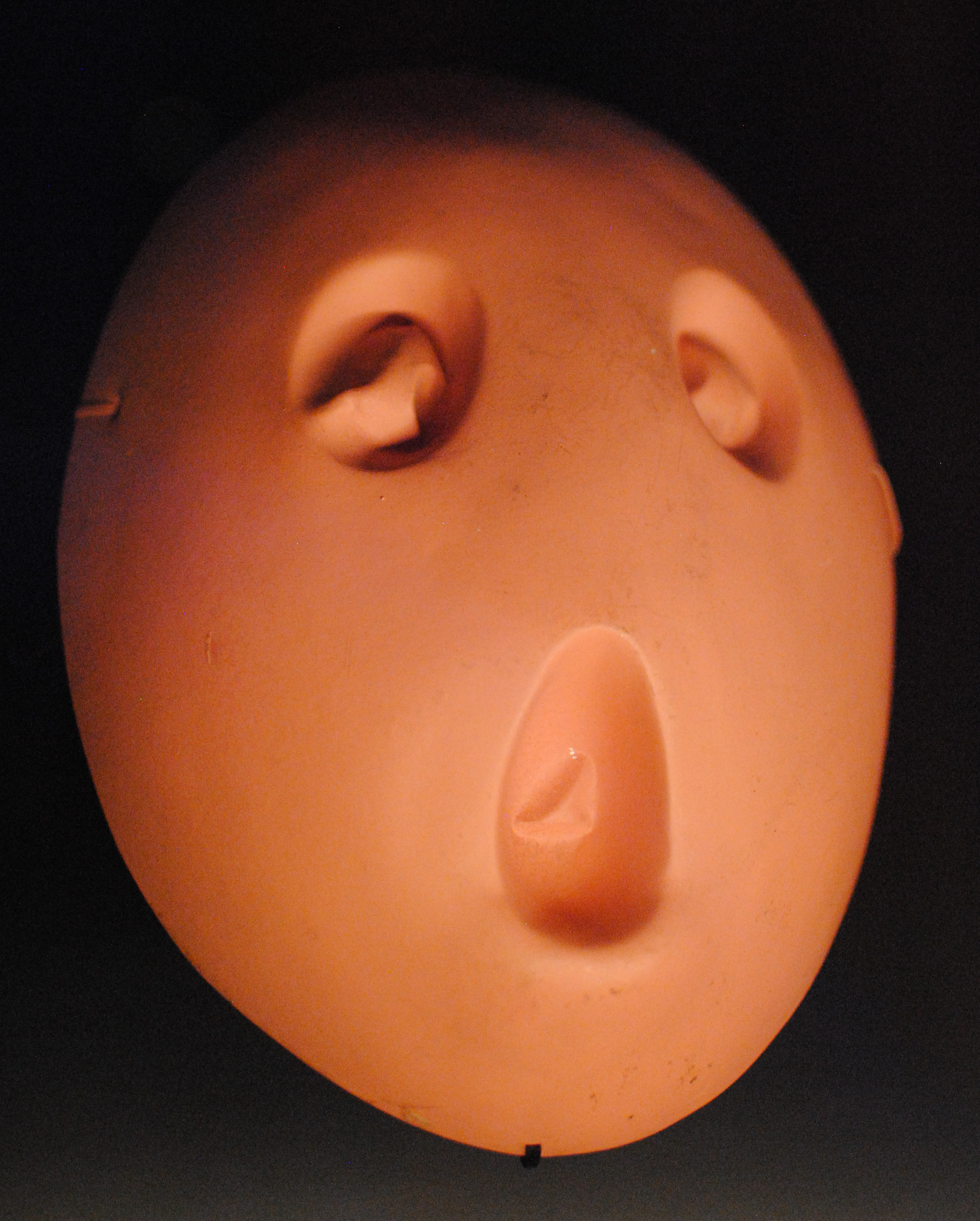

پینک بزرگ شده و وارد عالم موسیقی راک می‌شود. او با زنی ازدواج می‌کند ولی رفتارش سبب می‌شود تا آن دو هر روز از یکدیگر دورتر و دورتر شوند تا سرانجام در زمان یکی از تورهای پینک، همسرش با مرد دیگری رابطه برقرار می‌کند. پینک طی تماسی با خانه از موضوع با خبر می‌شود و به تلافی آنچه پیش آمده به یک زندگی ماتریالیستی روی می‌آورد و شروع به خرید و جمع‌آوری تمامی وسایل گران‌قیمت می‌کند. او همچنین با دختری دوست می‌شود و او را به اتاقش در هتلی که در آن اقامت کرده می‌آورد. دختر از دیدن تمامی آن وسایل شگفت‌زده می‌شود اما پینک ساکت بر روی صندلی نشسته و چیزی نمی‌گوید. او حتی به ابراز احساسات دختر نیز پاسخ نمی‌دهد و دختر در گوشه‌ای می‌نشیند. ناگهان پینک که در افکار خود فرو رفته از جای خود می‌پرد و شروع به خرد کردن تمامی وسایل اتاق، شکستن شیشه‌های پنجره و پرت کردن وسایل به بیرون می‌کند. دختر که از کارهای دیوانه‌وار او وحشتزده شده فرار می‌کند و بدین ترتیب پینک آن دختر را نیز از دست می‌دهد.
حوادث پیش‌آمده سبب می‌شود تا پینک هر روز بیشتر در انزوای خود فرو رفته و آجری بر دیگر آجرهای دیوار تنهایی خود بگذارد. او تمام موهای صورت و بدن خود را می‌تراشد (سید برت نیز هنگامی که در سال ۱۹۷۵ در استودیوی ضبط آلبوم کاش اینجا بودی پینک فلوید حاضر شد تمام موهای بدنش را تراشیده بود) و خود را در اتاقش حبس می‌کند. پس از مدتی هم‌گروه‌های او به دنبالش می‌آیند و در اتاق را می‌شکنند و پینک را که بیهوش بر روی صندلی افتاده می‌بینند. مدیر برنامه‌های او که سرمایه‌گذاریش را در خطر می‌بیند به کمک تزریق دارو او را به هوش می‌آورد و در همین هنگام ذهن مالیخولیایی پینک می‌بیند که تمام وجودش توسط کرم‌هایی که از گوشت او تغذیه می‌کنند پوشیده شده‌است. دیوار دیگر کامل شده‌است. او را برای بردن به محل اجرای برنامه سوار اتومبیل می‌کنند و پینک با کنار زدن گوشت‌های فاسدی که از بدنش آویزان شده‌اند وارد کالبد جدیدی از خود می‌شود.
طرفداران پینک در سالن نمایش او را تشویق می‌کنند و او که اینک در قالب دیکتاتوری نئو نازی فرو رفته هوادارانش را تشویق به برخورد با کسانی می‌کند که او آن‌ها را پست و نادرست می‌داند. عده‌ای دستگیر و باخشونت از سالن بیرون برده می‌شوند. پینک بیشتر تشویق شده و دوران تاریک ترس و وحشت حکمفرما می‌شود. اقلیت‌های قومی از خانه‌هایشان بیرون شده و خانه و محل کارشان به آتش کشیده می‌شود. چکش‌ها که نماد حزب او هستند رژه می‌روند و مأموران سرتراشیده و سیاه‌پوش پینک که شهر را زیر چکمه‌های خود گرفته‌اند، حتی به دوست دختر سفیدپوست پسری سیاه نیز رحم نمی‌کنند و در عین حالی که پسر سیاه‌پوست را زیر مشت و لگد گرفته‌اند به دختر نیز تجاوز می‌کنند.
ناگهان پینک فریاد می‌کشد که «بس است!» و به توالتی در سالن کنسرت پناه می‌برد و با حالتی پریشان شروع به خواندن یکی از شعرهایش می‌کند. پینک دادگاهی برای خود تشکیل می‌دهد و خود را محاکمه می‌کند. سکانس دادگاه تماماً به صورت انیمیشن است و پینک در قالب عروسکی بی‌روح و بی‌اختیار نمایش داده می‌شود که در کنار دیوار افتاده است. معلم مدرسه، همسر پینک و مادرش که می‌خواهد او را همچنان در پناه خود بگیرد در این دادگاه حاضر می‌شوند و سخن می‌گویند. سرانجام قاضی که یک جفت باسن عظیم‌الجثه است و سوراخ مقعد دهانش را تشکیل می‌دهد حکم به محکومیت پینک و تخریب دیواری که به دور خود کشیده است می‌دهد. دیوار فرو می‌ریزد و فیلم با نمایش سه کودک که مشغول تمیزکردن خرابی‌های ناشی از آشوب شب گذشته هستند به پایان می‌رسد.

## بازیگران
- باب گلداف در نقش پینک
- کوین مک‌کیان در نقش پینک جوان
- دیوید بینگهام در نقش پینک کودک
- کریستین هارگریوس در نقش مادر پینک
- جیمز لورنسن در نقش جی. ای. پینکرتون (پدر پینک)
- الکس مک‌اوی در نقش معلم
- مارجری میسن در نقش همسر معلم
- النور دیوید در نقش همسر پینک
- باب هاسکینز در نقش مدیر برنامه‌های پینک
- مایکل انسین در نقش مدیر هتل

## ترانه‌ها
آهنگ آغازین فیلم ترانه‌ایست با عنوان «پسرکی که بابانوئل فراموشش کرد». این ترانه در سال ۱۹۳۷ نوشته شده و ویرا لین آن را اجرا کرده بوده‌است. باقی ترانه‌ها به جز ترانهٔ «آنگاه که ببرها رها می‌شوند» از آلبوم دیوار پینک فلوید (۱۹۷۹) هستند و تنها ترانه‌های «هی تو» و «نمایش باید ادامه یابد» از این آلبوم در فیلم استفاده نشده‌است.

## جوایز
- ۱۹۸۳ - برندهٔ جایزه فیلم بفتای بهترین ترانهٔ اریجینال برای ترانهٔ آجری دیگر در دیوار - راجر واترز
- ۱۹۸۳ - برندهٔ جایزهٔ فیلم بفتای بهترین صدابرداری - جیمز گاتری، ادی جوزف، کلایو وینتر، گراهام هارتستون، نیکولا لو موسوریه
- ۱۹۸۳ - نامزد دریافت جایزه ساترن بهترین طراحی پوستر از آکادمی فیلم‌های ترسناک، فانتزی و علمی‌تخیلی آمریکا - جرالد اسکارف